# Fiesa (Slovénie)
Fiesa (italien : Fesso) est une localité située sur la riviera slovène. Elle appartient à la municipalité de Piran.